# Кондина, Ольга Дмитриевна
О́льга Дми́триевна Ко́ндина (род. 15 сентября 1956, Свердловск, РСФСР, СССР) — российская оперная певица (сопрано), Народная артистка России (2004), лауреат международных конкурсов.

## Биография
Родилась 15 сентября 1956 года в Свердловске.
В 1980 году окончила Уральскую государственную консерваторию по классу скрипки, а в 1982 году по классу сольного пения.
В 1983—1985 гг. училась в аспирантуре Московской государственной консерватории.
С 1985 года Кондина является ведущей солисткой Мариинского театра.
Принимала участие в записи звуковой дорожки к фильму «Господин оформитель», композитором в котором был Сергей Курёхин (1988); исполнила вокальную партию в первой композиции альбома Курёхина «Воробьиная оратория» (1993). В 1992 году снялась в короткометражном фильме «Шагреневая кость».
В 2009 году стала первой исполнительницей партии Лары в ещё незавершённой, к тому времени, оперы «Доктор Живаго» Антона Лубченко. В записи остался монолог («Истерия Лары») из финала оперы в исполнении певицы и Академического симфонического оркестра Санкт-Петербургской филармонии под управлением автора.

## Оперные партии
- Людмила («Руслан и Людмила»)
- Прилепа («Пиковая дама»)
- Иоланта («Иоланта»)
- Сирин («Сказание о невидимом граде Китеже и деве Февронии»)
- Шемаханская царица («Золотой петушок»)
- Соловей («Соловей»)
- Нинетта («Любовь к трём апельсинам»)
- Пёстрая дама («Игрок»)
- Анастасия («Пётр I»)
- Розина («Севильский цирюльник»)
- Лючия («Лючия ди Ламмермур»)
- Норина («Дон Паскуале»)
- Мария («Дочь полка»)
- Мария Стюарт («Мария Стюарт (опера)|Мария Стюарт»)
- Джильда («Риголетто»)
- Виолетта («Травиата»)
- Оскар («Бал-маскарад»)
- Голос с неба («Дон Карлос»)
- Алиса («Фальстаф»)
- Мими («Богема»)
- Женевьева («Сестра Анжелика»)
- Лю («Турандот»)
- Лейла («Искатели жемчуга»)
- Манон («Манон»)
- Церлина («Дон Жуан»)
- Царица ночи и Памина («Волшебная флейта»)
- Волшебная дева Клингзора («Парсифаль»)

## Фильмография
- 1987 — Риголетто — Джильда
- 1988 — Цыганский барон — вокал Арсены, роль Елены Перцевой
- 1988 — Господин оформитель — оперный вокал за кадром, композиции Мистики и Донна Анна

## Признание и награды
- Лауреат Международного конкурса им. Глинки (Москва, 1984).
- Дипломант Международного конкурса вокалистов (Италия, 1986).
- Лауреат и обладатель специального приза за лучшее сопрано Международного конкурса имени Франсиско Виньяса (Барселона, Испания, 1987).
- Заслуженная артистка России (1996)[1].
- Народная артистка России (2004)[2].